# Parafia św. Józefa w Pokrzywnicy
Parafia pw. Świętego Józefa w Pokrzywnicy – parafia należąca do dekanatu serockiego, diecezji płockiej, metropolii warszawskiej.

## Historia parafii
Została erygowana w 1377 r. przez biskupa Dobiesława z fundacji Junoszy, podkomorzego zakroczymskiego.

## Obszar parafii

### Miejscowości i ulice
W granicach parafii znajdują się miejscowości:

- Lgniąca,
- Łosewo,
- Niestępowo Włościańskie,
- Nowe Niestępowo,
- Obrębek,
- Piskornia,
- Pomocnia,
- Witki

oraz ulice w Pokrzywnicy:

- Al. Fatimska,
- Al. Jana Pawła II,
- Brzozowa,
- Kwiatowa,
- Leśna,
- Ogrodowa,
- Polna,
- Przemysłowa,
- Pułtuska,
- Spokojna,
- Szkolna,
- Topolowa,
- Wierzbowa,
- Winnicka,
- Wiosenna,
- Zacisze.